# Торрингтон (Вайоминг)
Торрингтон (англ. Torrington, Wyoming) — город, расположенный в округе Гошен (штат Вайоминг, США) с населением в 5776 человек по статистическим данным переписи 2000 года. Административный центр округа Гошен.

## История
Населённый пункт Торрингтон был основан почтмейстером У. Г. Кёртисом и назван по имени города Торрингтон (штат Коннектикут), в котором родился почтмейстер (в будущем — и мэр нового городка). Первоначально населённый пункт использовался железнодорожной компанией Chicago, Burlington & Quincy Railroad (CB&Q) в качестве промежуточной станции для заправки паровозов углём и их бункеровки водой, но затем быстро разросся и превратился в один из основных центров цивилизации для жителей многих окружающих его районов.
21 апреля 1900 года представитель компании «Lincoln Land Company» из Небраски Эшленд Б. Смит провёл оценку территории населённого пункта, а уже в июне земля Торрингтона была продана транспортной компанией CB&Q его жителям за символическую плату в один доллар США. В 1908 году Торрингтон получил статус города.
После выделения из северной части округа Ларами территории самостоятельного округа Гошем за звание столицы нового округа соперничали два города — Торрингтон и Лингл. Жители первого города сумели собрать достаточно средств для постройки здания окружного суда, поэтому административным центром Гошена стал именно Торрингтон. Строительство здания суда было завершено в 1913 году.

## Демография
По данным переписи населения 2000 года в Торрингтоне проживало 5776 человек, 1522 семьи, насчитывалось 2436 домашних хозяйств и 2644 жилых дома. Средняя плотность населения составляла около 625 человек на один квадратный километр. Расовый состав Торрингтона по данным переписи распределился следующим образом: 93,49 % белых, 0,31 % — чёрных или афроамериканцев, 0,90 % — коренных американцев, 0,29 % — азиатов, 0,10 % — выходцев с тихоокеанских островов, 1,25 % — представителей смешанных рас, 3,65 % — других народностей. Испаноговорящие составили 9,47 % от всех жителей города.
Из 2436 домашних хозяйств в 26,7 % — воспитывали детей в возрасте до 18 лет, 49,9 % представляли собой совместно проживающие супружеские пары, в 9,9 % семей женщины проживали без мужей, 37,5 % не имели семей. 32,3 % от общего числа семей на момент переписи жили самостоятельно, при этом 17,3 % составили одинокие пожилые люди в возрасте 65 лет и старше. Средний размер домашнего хозяйства составил 2,26 человек, а средний размер семьи — 2,86 человек.
Население города по возрастному диапазону по данным переписи 2000 года распределилось следующим образом: 23,3 % — жители младше 18 лет, 9,6 % — между 18 и 24 годами, 23,1 % — от 25 до 44 лет, 22,9 % — от 45 до 64 лет и 21,0 % — в возрасте 65 лет и старше. Средний возраст жителей составил 41 год. На каждые 100 женщин в Торрингтоне приходилось 93,0 мужчин, при этом на каждые сто женщин 18 лет и старше приходилось 87,1 мужчин также старше 18 лет.
Средний доход на одно домашнее хозяйство в городе составил 30 136 долларов США, а средний доход на одну семью — 40 750 долларов. При этом мужчины имели средний доход в 31 058 долларов США в год против 20 101 доллар среднегодового дохода у женщин. Доход на душу населения в городе составил 16 026 долларов в год. 9,3 % от всего числа семей в округе и 13,3 % от всей численности населения находилось на момент переписи населения за чертой бедности, при этом 16,0 % из них были моложе 18 лет и 11,3 % — в возрасте 65 лет и старше.

## География

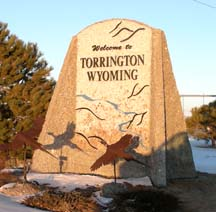
На въезде в Торрингтон с восточной стороны

По данным Бюро переписи населения США город Торрингтон имеет общую площадь в 9,32 квадратных километров, водных ресурсов в черте населённого пункта не имеется.
Город Торрингтон расположен на высоте 1251 метр над уровнем моря. Климат пустынный, полузасушливый (префикс «BSk» по Классификации климатов Кёппена).
| Показатель              | Янв.  | Фев. | Март | Апр. | Май  | Июнь | Июль | Авг. | Сен. | Окт. | Нояб. | Дек.  | Год   |
| ----------------------- | ----- | ---- | ---- | ---- | ---- | ---- | ---- | ---- | ---- | ---- | ----- | ----- | ----- |
| Средний максимум, °C    | 4,4   | 7,2  | 11,1 | 16,1 | 21,7 | 27,8 | 31,7 | 30,6 | 25,6 | 18,3 | 9,4   | 5     | 17,2  |
| Средняя температура, °C | −3,9  | −1,1 | 2,8  | 7,8  | 13,3 | 18,9 | 22,2 | 21,1 | 15,6 | 8,9  | 1,1   | −3,3  | 8,9   |
| Средний минимум, °C     | −12,2 | −9,4 | −5   | −0,6 | 5    | 10   | 12,8 | 11,7 | 5,6  | −1,1 | −7,2  | −11,7 | 0     |
| Норма осадков, мм       | 7,9   | 10,2 | 17,8 | 42,7 | 64,5 | 53,1 | 45,2 | 30,2 | 32,3 | 24,1 | 14,5  | 9,1   | 351,5 |
| Источник: Weather.com   |       |      |      |      |      |      |      |      |      |      |       |       |       |